# Hecyra
Hecyra (La suocera) è una commedia dell'autore latino Publio Terenzio Afro.
L'opera è una contaminazione tra un'opera omonima di Apollodoro di Caristo e gli Epitrèpontes di Menandro. Fu rappresentata per la prima volta nel 165 a.C. in occasione dei Ludi Megalenses, ma il pubblico lasciò il teatro, preferendo a questa commedia uno spettacolo circense. Fu riproposta nel 160 a.C. insieme agli Adelphoe senza riscuotere successo. Infine, al terzo tentativo, nel 160 a.C., grazie a un'introduzione del capocomico Ambivio Turpione, uno degli attori più famosi di quel tempo che pregò il pubblico di seguire la commedia, ebbe successo.

## Trama

### Prologo I (vv. 1-8)
Nel primo prologo, relativo alla seconda rappresentazione (che ebbe luogo durante i giochi funebri in onore di Lucio Emilio Paolo), viene enunciato il titolo della commedia, per poi ricordare l’esito assolutamente negativo della prima rappresentazione: viene quindi chiesta l’attenzione del pubblico per questa nuova messa in scena.

### Prologo II (vv. 9-57)
Nel secondo prologo, relativo alla terza rappresentazione (avvenuta in occasione, nel settembre del 160 a. C., dei Ludi Romani) a parlare è il capocomico Ambivio Turpione, il quale nonostante i due precedenti insuccessi si dichiara deciso a portare in scena per una terza volta questa commedia; difendendo quest’ultima e il suo autore, esorta il pubblico a mantenere il silenzio e a prestare attenzione.

### Atto I (vv. 58-197)
Nella prima scena attraverso il dialogo tra la cortigiana Filotide e Sira si viene a sapere che il giovane Panfilo, nonostante l’amore che aveva dimostrato per la cortigiana Bacchide e le promesse di fedeltà che le aveva fatto, l’ha infine tradita prendendo moglie. Traendo spunto da ciò, la vecchia ed esperta ruffiana Sira, sostenendo che gli uomini frequentano le cortigiane sempre e solo alla ricerca di mero piacere, invita Filotide a spogliarli, prosciugarli tutti e approfittarsi di loro.
Nella seconda scena Filotide e Sira incontrano il servo Parmenone mentre esce di casa. Dopo una veloce narrazione dei recenti terribili trascorsi di Filotide, Parmenone, costretto dall’insistenza della donna, comincia a raccontare le ultime vicissitudini legate al suo padrone Panfilo: il suo amore per Bacchide era sincero, ma ha dovuto infine cedere alle pressioni paterne che gli chiedevano di sposarsi; il padre Lachete l’ha quindi fidanzato con la figlia del vicino, Filomena, che Panfilo ha poi sposato senza inizialmente però toccarla a letto e, dapprima infelice del matrimonio, ha continuato a frequentare Bacchide, la quale, poiché non aveva più Panfilo tutto per sé, si è fatta molto più fredda ed esigente, così il giovane, spinto anche da pietà nei confronti della moglie, ha progressivamente abbandonato Bacchide, trasferendo il suo amore verso Filomena; poco dopo è morto un vecchio parente di Imbro, dove Panfilo è stato quindi mandato dal padre lasciando a casa la moglie sola con sua madre Sostrata (il padre difatti vive ritirato in campagna), ma il rapporto tra le due è presto precipitato apparentemente senza motivo e Filomena ha cominciato a stare lontana dalla suocera tentando di evitarla sempre fino a quando, con una scusa, se n’è andata tornando a casa da sua madre Mirrina; Sostrata, preoccupata, ha cercato di andare a trovare la nuora ma non è stata nemmeno fatta entrare in casa, saputa la qual cosa Lachete è andato a parlare con Fidippo, il padre di Filomena. Parmenone e Filotide si congedano.

### Atto II (vv. 198-280)
La prima scena consiste in un dialogo tra l’anziano Lachete e la moglie Sostrata che discutono: l’uomo rimprovera la donna accusandola di aver fatto fuggire Filomena con il suo arcigno comportamento tipico delle suocere con le loro nuore; Sostrata prova invano a discolparsi dichiarandosi innocente dalle accuse rivoltele dal marito.
Nella seconda scena i due coniugi incontrano Fidippo che esce di casa. Lachete allora, interrogandolo, tenta di capire il motivo per cui Filomena si è chiusa in casa sua, dichiarandosi pronto e disponibile ad occuparsi della sua salute se il problema è legato ad una malattia. Fidippo, non sapendo in realtà nemmeno lui la vera ragione di ciò, assicura che il problema non è suo marito Panfilo e che anzi, per quanto ha capito, sua figlia non può restare in casa del suo sposo finché lui è via; ciò non fa altro che convincere ancor di più Lachete riguardo ai sospetti che aveva sul comportamento di sua moglie. I due uomini si allontanano insieme diretti verso il foro.
Nella terza scena Sostrata in un breve monologo si proclama nuovamente innocente, sicura di aver sempre trattato Filomena come una figlia, e si lamenta del fatto che, in accordo con quello che è solo un luogo comune, tutti ritengano che le suocere odiano le nuore.

### Atto III (vv. 281-515)
Nella prima scena Panfilo, finalmente rientrato dal suo viaggio e informato dei presunti attriti verificatisi tra sua moglie e sua madre, comincia a lamentarsi e a disperarsi, affermando che nessun uomo è più sventurato di lui e costretto a dover soffrire maggiormente, anche se Parmenone prova a rincuorarlo assicurandogli che in fondo non è successo niente di grave e che le donne se la prendono per un nonnulla. Passando fuori dalla casa di Filomena si sentono rumori e grida così Panfilo, preoccupato per lo stato di salute della moglie, si precipita dentro.
Nella seconda scena Sostrata, udendo anche lei la confusione che proviene dalla casa vicina, vorrebbe recarsi da Filomena per prestarle aiuto ma, incontrato Parmenone, quest’ultimo la esorta a desistere dal suo intento aggiungendo inoltre che in casa si trova già Panfilo. Sostrata apprende così la lieta notizia del ritorno del figlio, che poco dopo esce dalla casa della moglie con un viso triste e preoccupato. Salutata la madre, Panfilo, chiestoglielo, afferma che la causa di quel trambusto è la febbre “quotidiana” della moglie. Il giovane allontana poi gli altri, mandando la madre in casa e il servo ad aiutare con i bagagli.
Nella terza scena Panfilo, rimasto solo, abbattuto e sconvolto racconta ciò che ha appena appreso su Filomena, il vero motivo per cui è fuggita: sua moglie è incinta di uno sconosciuto. Come gli ha detto Mirrina, infatti, Filomena qualche tempo prima del matrimonio è stata violentata da un uomo che non è riuscita a identificare e che le ha anche rubato un anello e quindi a un certo punto, per nascondere il parto, si è rifugiata da sua madre. Mirrina ha pregato Panfilo, pur lasciandolo libero di decidere se accettare di riprendersi ugualmente la moglie in casa, di non rivelare a nessuno ciò che è venuto a sapere, nemmeno al padre della ragazza, che è anche lui all’oscuro di tutto, assicurandogli che il figlio non gli causerà problemi: Mirrina si è dichiarata pronta a dire che la figlia avrebbe avuto un aborto; tutti avrebbero pensato che il figlio fosse di Panfilo e, una volta nato il bambino, questo sarebbe stato immediatamente esposto. Panfilo afferma di voler mantenere la parola data sul silenzio riguardo al figlio, tuttavia sembra essere deciso a non riprendersi in casa la moglie. Vedendo Parmenone arrivare, memore che egli è l’unico a cui ha confidato che all’inizio, appena sposati, non aveva toccato la moglie, si preoccupa della necessità di doverlo allontanare affinché, sentendo Filomena gridare, questo non capisca che ha le doglie e che quindi aspetta un bambino che, per forza di cose, non può essere del suo padrone.
Nella quarta scena Parmenone rientrando a casa accompagnato dal servo Sosia, che gli racconta le sventure dell’essere costretto a star per mare, incontra Panfilo che lo aspettava per allontanarlo da lì. Il ragazzo con una scusa invia il servo all’acropoli per attendere un certo Callidemide di Micono di cui Panfilo inventa su due piedi una grossolana descrizione fisica. Si scorgono Fidippo e Lachete in arrivo.
Nella quinta scena Fidippo e Lachete, di ritorno, incontrano Panfilo. I due anziani, riguardo alla storia di Filomena, provano a mentire a Panfilo raccontandogli che è stato Fidippo a richiamarla a casa, ma il giovane afferma di sapere già tutto e, dopo aver dichiarato di essere sempre stato un bravo marito con Filomena, visto che le due donne non sanno andare d’accordo e posto dunque davanti ad una decisione tra le due, si dice intenzionato, costretto dall’amore filiale, a propendere per la madre. Lachete tenta di dissuaderlo da azioni avventate ed impulsive ma Panfilo appare risoluto e si allontana. Si accende poi una discussione tra i due padri: per Fidippo il ragazzo si deve decidere e se non vuole più sua figlia che restituisca la dote.

### Atto IV (vv. 516-726)
Nella prima scena Fidippo scopre tutto trovando il bambino partorito da sua figlia. Discutendo con la moglie, che critica per averlo tenuto all’oscuro di tutto, gli si dice che il padre è Panfilo. Fidippo intende quindi che la causa di tutti i dissidi tra le due famiglie è sua moglie che ha tentato di nascondere il parto per evitare che con l’arrivo del bambino i rapporti tra le due famiglie si saldassero, cosa che non le andava a genio per le frequentazioni tra Panfilo e Bacchide. Mirrina, purché Fidippo non scopra la verità, permette che il marito sospetti qualunque cosa, anche se preoccupata teme la reazione di Panfilo quando saprà che crescono un figlio facendolo passare per suo.
Nella seconda scena Sostrata, che è venuta a sapere da Lachete quanto Panfilo ha affermato riguardo alla sua scelta a favore di sua madre rispetto a Filomena, parlando con suo figlio, pur ringraziandolo della pietà filiale dimostrata nei suoi confronti, lo rassicura del fatto che lei ha intenzione di trasferirsi in campagna, lasciandolo dunque libero di restare a casa solo con sua moglie. Udito ciò Panfilo tenta, senza successo, di dissuadere la madre dal suo proposito. Lachete, che ha ascoltato in disparte la conversazione, inserendosi nel discorso si complimenta con la moglie per la decisione presa e invita quindi Panfilo, nonostante le sue opposizioni, a riprendersi in casa la moglie.
Nella terza scena Fidippo incontra Lachete e Panfilo e, dopo aver dato la colpa di ogni complicazione soggiunta alla moglie Mirrina, annuncia la nascita del bambino, di cui viene quindi piacevolmente a conoscenza anche Lachete, ritenendo ovviamente che il padre sia suo figlio. A questo punto per Lachete Panfilo non ha più scuse per non riprendersi Filomena, ma il giovane, fingendo di ignorare l’imminente arrivo di un bambino, tenta di tirarsi indietro accusando e criticando la moglie per averlo tenuto all’oscuro di tutto. Lachete allora interpreta questa riluttanza come dovuta alla nostalgia per Bacchide e al desiderio di rimanere con lei convincendo di ciò anche Fidippo. Messo alle strette Panfilo scappa e i due padri dunque, convinti che in ciò stia la chiave per la risoluzione del problema, si decidono a parlare con Bacchide e la fanno chiamare. Mentre Lachete le parlerà Fidippo si occuperà di cercare una nutrice per il bambino.

### Atto V (vv. 727-881)
Nella prima scena Bacchide, chiamata, si reca da Lachete accompagnata da due serve. L’anziano le chiede di rinunciare a Panfilo e di lasciarlo. A questo punto la cortigiana giura di aver sempre allontanato Panfilo da sé da quando si è sposato, Lachete allora, rassicurato, le chiede di riferire ciò anche a Filomena e sua madre. Bacchide accetta di farlo a favore di Panfilo, perché non sia ingiustamente sospettato, pur sapendo che un’altra cortigiana non si sarebbe mai prestata a una cosa simile.
Nella seconda scena Fidippo ritorna con la nutrice per il bambino e incontra Lachete con Bacchide, venendo a sapere che la cortigiana ha sempre tenuto lontano Panfilo dopo il matrimonio. I due anziani ritengono quindi la questione risolta, non resta che Bacchide si presenti da Filomena e Mirrina mettendo anche loro al corrente della situazione tra lei e Panfilo. La cortigiana entra dunque in casa accompagnata da due serve.
Nella terza scena Parmenone rientra contrariato, arrivando dall’acropoli dove ovviamente non ha incontrato lo straniero di Micono inventato da Panfilo solo per allontanarlo, e incontra Bacchide che è appena uscita dalla casa di Fidippo. La donna, vistolo, lo manda a chiamare con urgenza Panfilo, con il compito di anticipargli che Mirrina ha riconosciuto l’anello che lui le aveva regalato tempo fa: è di Filomena. Parmenone parte, mentre Bacchide in un breve monologo, dopo aver affermato di aver reso molti servizi a Panfilo ridandogli un figlio, la moglie e la fiducia del padre, rievoca la notte di circa dieci mesi prima in cui il ragazzo, ubriaco, si era rifugiato in casa sua portando un anello e ammettendo di averlo strappato ad una ragazza dopo averla violentata per strada, lo stesso anello che Mirrina ha riconosciuto come quello che aveva Filomena prima che le venisse sottratto in occasione della violenza subita. Ciò vuol dire che il figlio appena nato è di Panfilo.
Nella quarta scena, accompagnato da Parmenone, Panfilo arriva felicissimo per la lieta notizia appresa, ringraziando il suo schiavo e promettendogli ricompense per avergliela riferita, anche se Parmenone, nella sua ingenuità, resta perplesso senza capire cosa sia successo. Dopo essersi felicitato anche con Bacchide, Panfilo le chiede di non far sapere niente a Lachete né a nessun altro: tutto si è sistemato e quelli che dovevano sapere sanno e quelli che non devono sapere non verranno mai a saperlo.

## Il mondo e il teatro di Terenzio

### Contesto socio-culturale di Terenzio
La Roma di Terenzio sta vivendo vicende di fondamentale trasformazione per la sua storia: si trova all’alba di una serie di successi, conquiste e progressi. È una Roma in veloce evoluzione che necessita di un inquadramento preciso, che deve ancora definirsi in modo completo e che sta sperimentando la volontà di corsa verso la grandezza. Per far ciò non ignora gli esempi passati, anzi li tiene in considerazione: cerca di evitare gli errori già commessi da altri e di emulare invece chi ha compiuto scelte che si sono dimostrate positive. Importante è la consapevolezza, tratta dall’esperienza greca, che le grandi azioni nascono da una coscienza di sé che non deriva da isolati successi di preminenti personalità, ma dall’equilibrio che un’intera società deve raggiungere per esplicare le sue possibilità di successo. Proprio per questo vi è una particolare attenzione ai normali fatti della quotidianità, alla “mediocrità”. Sulla spinta degli Scipioni c’è chi, come Terenzio, apre la ricerca alla comunità, alle ragioni dei ceti che non aspirano al potere individuale, ma a una serenità di esistenza che deriva dalla comprensione e dall’accettazione del proprio ruolo.

### Caratteri del teatro terenziano
L’espressione drammatica terenziana, a differenza di quella greca del periodo, riveste il valore di scoperta del mondo, rispecchiando un “nuovo” popolo che si sta formando e che non può quindi essere disilluso e svuotato di tensioni e ideali come è ormai quello greco. In scena vengono rappresentati i destini dell’uomo, il quale deve imparare a conoscersi e a vivere. Per Terenzio fare commedia è ricerca difficile e sofferta di serietà e credibilità, in cui non si deve smodatamente ricercare il riso: ciò che si rappresenta non è un ludus, né un garbato passatempo, ma l’occasione per conoscere a fondo se stessi, una profonda indagine morale. Probabilmente proprio da ciò sono nate le incomprensioni col pubblico.
A differenza del teatro plautino, caratterizzato da frizzante vivacità, il cui unico scopo è, di fatto, quello di divertire e far ridere il pubblico, Terenzio punta più che altro alla riflessione sulle norme che regolano il rapporto del singolo con l’ambito familiare e con la comunità, per poterle analizzare. Perciò sono molto meno presenti gli artifici stilistici, anche grossolani e molto immediati, propri di Plauto, vi è il rifiuto del tipo, della maschera e della situazione stereotipata: l’imitazione della realtà nei suoi aspetti sentimentali ed etici è il vero obiettivo di Terenzio. Il fatto che talvolta gli avvenimenti all’interno delle sue commedie siano poco probabili, come accade ad esempio nell’Hecyra per le vicende di violenza e intrighi, non è certo in contrasto con l’intenzione mimetica di Terenzio: la storia che si svolge in scena è solamente un pretesto per potersi esprimere, una base fissa su cui appoggiare i messaggi; lo spettatore quindi deve porre attenzione non tanto all’incastro degli eventi, quanto ai discorsi e alle riflessioni che da questi scaturiscono.
Nel teatro terenziano ciò che interessa è la serena rappresentazione di una mediocritas positiva, che vive non delle differenze che distinguono i singoli individui e li portano allo scontro, ma della natura composta di superficialità e saggezza che accomuna tutti gli esseri umani, e la cui accettazione è imprescindibile per una convivenza civile. 

## Modelli per Terenzio
Gli Epitrepontes di Menandro per Terenzio costituiscono senza dubbio l'impianto originale per questa sua commedia. Nel confronto con l’opera terenziana emerge però la profonda differenza d’ispirazione fra la visione del mondo propria della civiltà greca della Commedia nuova e la sua rimeditazione latina. In particolare per Menandro e, in generale, per la civiltà greca del quarto secolo, dopo le passate esperienze di profonde astrazioni, spesso pessimistiche, sull’uomo e la conoscenza di sé, la visione universalistica è da intendere in chiave di una disillusa rassegnazione che, distaccandosi dall’assoluto e dagli ideali irraggiungibili ed illusori che tanto avevano interessato i suoi predecessori, risponde al mondo e alla vita con un disilluso sorriso che esorta a non prendere eccessivamente sul serio l’esistenza e ad essere altresì consapevoli della propria libertà interiore dalla ricerca di alti ideali, consapevoli, insomma, della semplicità della vita, dei desideri e dei rapporti umani.
L'umanità di Menandro non vive di alte tensioni verso ciò che è irraggiungibile, cioè quello della conoscenza di sé. Per questa ragione, i suoi personaggi descrivono degli esempi umani non esattamente individuati e "descritti", quindi in bilico sull'orlo della loro tipizzazione.
Per Terenzio, tuttavia, questo traguardo di consapevolezza non è ancora stato raggiunto e, perciò, le figure dell’uomo, dell’individuo, della società in cerca della propria dimensione sono ancora al centro dell’attenzione.
Altro precedente che ha costituito un modello per Terenzio è l'Ἑκυρά (Hecyrá) di Apollodoro che è però solo un gradino di passaggio, definita da Sidonio Apollinare (Ep. IV, 12, I) come modesto tramite, il cui unico merito è l’importante introduzione nella trama della figura protagonista della suocera. Si hanno scarne notizie su quest'opera riferite da Donato il quale cita alcuni passi terenziani che risultano traduzioni letterali da Apollodoro e che evidenziano alcune determinanti modificazioni ad opera di Terenzio, sottolineandone l’indiscussa superiorità qualitativa per abilità scenica e profondità psicologica.

## Questioni sulla prima e seconda scena
La prima scena ha destato l'attenzione e lo studio della critica. Innanzitutto l'uso di due personaggi protatici non ha altri riscontri in Terenzio. Ciò suggerisce che Terenzio abbia alterato l'opera di Apollodoro sostituendo Filotide a Bacchide. Poiché questa scena è in relazione con la seconda, Bacchide non potrebbe esserne una partecipante dato che con la sua presenza avrebbe subito confutato il racconto di Parmenone. Inoltre rivelare la vera natura di Bacchide così presto avrebbe notevolmente affievolito l'effetto di riscatto che invece avviene solo alla fine. La sua presenza in questa scena distruggerebbe il tema della "reputazione", in quanto il pubblico vedrebbe e giudicherebbe da subito in base alla realtà piuttosto che secondo semplici voci: se Bacchide fosse in questa scena al posto di Filotide, la commedia ne risentirebbe sia spettacolarmente sia tematicamente. In secondo luogo lo scopo della discussione tra Filotide e Sira non è del tutto chiaro ad alcuni critici.
Tuttavia è certo che anche questa scena, abbinata all'arrivo di Parmenone, mette in luce il tema della reputazione contrapposta alla realtà esprimendo il primo ammonimento contro i giudizi fondati sulla mera reputazione. La vecchia cameriera Sira attacca gli uomini come gruppo unico ed omogeneo invitando Filotide ad approfittarsi di loro senza pietà in quanto è l'unica cosa che meritano (vv. 63-65). Alla domanda di Filotide sull'eventuale presenza di qualche uomo che meriti un comportamento diverso, la vecchia, escludendo qualsiasi eccezione, continua la sua critica agli uomini (vv. 67-69). Sira conclude la sua osservazione definendo gli uomini adversarii, nemici (v. 72), rammaricandosi per la sua età e l'inesperienza di Filotide che la porta ad essere troppo dolce con gli uomini (vv. 74-75). La gentilezza mostrata da Filotide è dovuta al suo tentativo di non giudicare le persone per la loro posizione o reputazione: lei è una meretrix, ma non del tipo avido ed egoista che Sira le consiglia di essere. Filotide vede gli uomini come persone distinte cercando di trattarli individualmente e senza giudicarli ciecamente solo in quanto uomini, cosa che lei definisce come iniurium, ingiustizia (v. 71). Il successivo arrivo di Parmenone rafforza gli effetti del dialogo tra Filotide e Sira: difatti, come Filotide ha appena dimostrato di non essere la tipica meretrix, così Parmenone mostra di non essere il servus callidus, anche se si dipinge così. Il pubblico si aspetta che Parmenone rappresenti la tipica e convenzionale maschera dello schiavo, ma in realtà tutto ciò che succede risulta inaspettato: egli non è in grado di portare avanti il ruolo dell'astuto e intrigante macchinatore e difatti questa parvenza e aspettativa comincia da subito a declinare.
Le prime due scene servono dunque a Terenzio a introdurre e cominciare a sviluppare un tema che sarà poi fondamentale: la reputazione e la realtà non sempre coincidono. Filotide non è una cortigiana avara e senza scrupoli e Parmenone non è un servo trappolone, proprio come Sostrata dimostrerà di non essere una suocera che detesta la propria nuora.

## Caratterizzazione di alcuni personaggi

### Figure femminili in una società patriarcale
Nella commedia i rapporti familiari maggiormente analizzati non sono tanto quelli tra padri e figli, pur essendo presenti, quanto quelli tra mariti e mogli: entrambi i senes, Lachete e Fidippo, criticano le loro rispettive mogli, Sostrata e Mirrina, partendo però da pregiudizi diffusi e comunemente accettati; in quanto "mogli" esse hanno indiscutibilmente, per i loro mariti, le caratteristiche che sono proprie dell'idea che si ha di moglie, e ciò vale soprattutto per i vizi e gli aspetti negativi. A tal proposito, difatti, Lachete, rivolto a Sostrata, afferma che tutte le donne frequentano la stessa scuola di malignità di cui proprio lei è la maestra (vv. 198-204). Nella critica a Sostrata Lachete la accusa di disonorare lui, se stessa e la famiglia rendendo nemici coloro che erano loro amici (vv. 210-213) e le rimprovera la mancata gestione della situazione domestica oltre al trattamento poco rispettoso nei confronti della nuora (vv. 230-231). Interessante è notare l'uso del plurale che evidenzia ancora una volta come Sostrata sia intesa come facente parte del gruppo delle donne, che ricevono in generale una critica, come viene sottolineato nuovamente nel rimprovero successivo che ha carattere generico e rivolto universalmente al mondo femminile (vv. 240-242). Lachete, vivendo in campagna, non può sapere davvero cosa sia successo in casa, ma ciononostante egli appare certo del fatto che la colpa sia della moglie, forte dei pregiudizi che erano ritenuti come veri, attenendosi ai quali la moglie deve per forza essere colpevole. Similmente alle discussioni che avvengono negli Adelphoe tra Demea e Micione, Lachete suggerisce a Fidippo una gestione piuttosto rigida sulla famiglia, senza permettere liberamente capricci, che portano alla perdita di controllo (vv. 246-248). In ogni caso Fidippo mostra di avere un comportamento piuttosto simile a quello di Lachete nei confronti della propria moglie. A questo punto i due vecchi tentano di unire le proprie forze contro questa presunta "cospirazione" femminile. Quando Fidippo scopre che la figlia Filomena ha avuto un bambino, fatto nascostogli dalla moglie, Mirrina viene accusata di gettare discredito e vergogna sul marito con il suo comportamento (vv. 524-526) e il suo intento secondo Fidippo è quello di rompere il matrimonio della figlia (v. 534, vv. 537-539, vv. 544-546). Mirrina, anche se dapprima pur di non far venire a galla la verità sul bambino accetta di essere accusata ingiustamente, dopo l'insistenza di Fidippo alla fine difende la sua reputazione (vv. 547-548). In questa situazione Mirrina dimostra di aver assorbito appieno i valori della società patriarcale in cui vive: mentre riferisce le sue paure di una rivelazione, esprime anche orrore alla prospettiva di riconoscere il figlio di un ignoto assalitore come legittimo membro della famiglia. Altro esempio di becero discredito e sfiducia femminile è il fatto che Panfilo, una volta tornato ed informato dei disordini avvenuti in casa sua, non esiti un istante a credere che la colpa sia di una delle donne individuando fra loro la colpevole della situazione, tum matrem ex ea re me aut uxorem in culpa inventurum arbitror (v. 299).
All'interno dell'opera le varie figure femminili, essenziali per la buona riuscita della commedia, appaiono sottomesse e perennemente criticate dagli uomini. La trama sembra reggersi su una serie di colpe tutte attribuibili a donne che fungono dunque da perno per lo sviluppo delle azioni. Questo gioco di finzione con il pubblico si regge in quanto la concezione della donna per i Romani non è così diversa da quella della Grecia, dove è ambientata la commedia o, quantomeno, gli spettatori romano conoscevano lo sfondo culturale greco. L'intera commedia si fonda quindi sulle colpe attribuite alle donne, permettendo di preservare l'autorità e dignità maschili che trionfano completamente sulle realtà femminili. L'opera, difatti, si conclude con la risoluzione di tutti i problemi per Panfilo, il quale però, sfruttando le donne, riesce a mantenere il segreto sul suo cattivo comportamento sancendo così il mantenimento della sua immagine, che conserva la propria dignità.

### Le figure di Panfilo e Bacchide tra realtà e reputazione
Nelle scene di apertura (in particolare vv. 114-194) Panfilo e Bacchide sono presentati in modo piuttosto critico: essi non sono presenti, ma vengono descritti dagli altri personaggi e in particolar modo da Parmenone. Panfilo viene presentato per la prima volta come innamorato di Bacchide (vv. 114-115), ma col crescere dell'insistenza paterna riguardo alla necessità del suo matrimonio, egli non sa se doversi sentire più in obbligo con suo padre o con il suo amore per Bacchide (v. 122). Nel racconto di Parmenone si insiste sulla riluttanza di Panfilo a consumare il matrimonio spiegando ciò con il suo senso di onore, in quanto ha sposato Filomena contro la sua volontà (v. 142): vuole fare ciò che è più onorevole per lui e conveniente per la sua sposa, cioè restituirla illibata (vv. 150-151), comportamento che gli vale la definizione di Filotide come un ragazzo con un pium ac pudicum ingenium.
Bacchide, invece, viene raffigurata come la tipica cortigiana egoista e da Parmenone viene messo in luce anche il cambiamento del suo atteggiamento con Panfilo: quando si è resa conto che non era più tutto suo, si è fatta subito molto più fredda ed esigente (vv. 157-159). Tale cambiamento, abbinato alla natura pudens modesta della moglie (v. 165) , incide sullo spostamento di affetto di Panfilo da Bacchide a Filomena. Quest'ultima sopporta le iniurias di Panfilo (v. 165), il quale invece è stanco degli sgarbi di Bacchide, victus huius iniuriis (v .168). L'uso di iniuriis serve a ricollegarsi al consiglio di Sira che aveva chiesto se non fosse giusto vendicarsi dei nemici, iniurium autem est ulcisci adversarios? (v. 72). Così il quadro di Bacchide è completo e corrisponde alla descrizione di meretrix presentata da Sira nella scena iniziale. In questo modo il pubblico è portato ad aspettarsi un dignitoso ed onorevole ragazzo ed un'avida e vendicativa cortigiana.
Queste aspettative, dovute alle immagini di Panfilo e Bacchide create dagli altri personaggi, nel corso della commedia cadono. Per quanto riguarda Bacchide il rovesciamento è improvviso e completo; la vera natura di Panfilo, invece, è rivelata più gradualmente. La sua iniziale descrizione come un amante (e poi marito) devoto e figlio rispettoso è mano a mano soppiantata dalla consapevolezza di lui come un giovane vacillante che si preoccupa più per la sua reputazione che per il comportamento corretto. Confrontando il tema del padre che spinge il figlio al matrimonio Panfilo può essere raffrontato con il suo omonimo dell’Andria, il quale però, differentemente dal suo omologo dell’Hecyra, antepone il suo amore all'obbedienza verso il padre. Il personaggio dell’Hecyra, invece, non sa decidersi fino a che, all'ultimo, non ha più scelta (vv. 121-123). Anche dopo il matrimonio appare indeciso e non sa se consumare il matrimonio o mandare indietro la sposa. Benché questo venga visto da Parmenone e Filotide come segno di un carattere nobile (v. 152), ciò è solamente un primo segno di una realtà diversa che si rivelerà precisamente solo in seguito. Al suo ritorno dal viaggio, Panfilo, venuto a sapere ciò che è successo, si trova davanti ad un'altra scelta da compiere e, ancora combattuto tra amore e dovere, si rifiuta di fare una scelta (vv. 298-305). Infine sembra prendere una decisione preferendo la madre alla moglie, giustificandola con la pietà filiale e perciò definendola come la scelta giusta da prendere (vv. 447-448), ma in realtà questa risoluzione gli offre solo una soluzione temporanea quando si confronta con Lachete e Fidippo. È interessante notare come Panfilo, per trovare una scusa, affermi di essere in obbligo nei confronti della madre, quando in realtà nella società patriarcale della Roma del tempo gli obblighi di pietas sono tutti riferiti al pater familias, il capo maschio della famiglia, il quale gode grazie a questi principi della totale sottomissione della moglie. Illustrate da Panfilo le sue decisioni alla madre, che invece ha intenzione di ritirarsi in campagna in favore di Filomena nonostante i tentativi di dissuasione del figlio, Sostrata percepisce la pietà dichiarata da Panfilo come un tentativo di rispondere ad un dovere, piuttosto che come segno dei suoi veri sentimenti (vv. 582-584). In ciò ha ragione, anche se per i motivi sbagliati, pertanto respinge le sue suppliche. Caduta la scusa della pietà filiale, quando Fidippo viene a sapere del bambino, Panfilo si ritrova in una situazione complicata: è sempre più afflitto dalla pressione del dover riconoscere il bambino e riprendersi Filomena e il suo inutile tentativo di allontanare la moglie perché lo ha mantenuto all'oscuro della nascita del figlio è respinto da Lachete e bollato come indegno di considerazione (vv. 655-663). Infine, accusato da suo padre di allontanare Filomena solo per mantenere la sua relazione con Bacchide, Panfilo fugge (v. 706). L'unico momento in cui Panfilo si dimostra risoluto e determinato è quando viene posto di fronte all'accusa di infedeltà, che si premura di dichiarare falsa (v. 697): l'affronto alla sua reputazione lo spinge ad agire, ma in tutti gli altri casi appare impotente. A questo punto Panfilo sparisce e riappare, felice, solamente al termine della commedia, quando tutto si è risolto. Ovviamente Panfilo non ha nessun merito nell'inversione positiva che ha portato alla risoluzione della situazione, alla quale invece egli non è riuscito a far fronte.
Similmente Bacchide è in realtà diversa dalla caratterizzazione negativa iniziale. Parmenone le aveva attribuito i tipici tratti deplorevoli di una meretrix per il cambiamento che aveva avuto dopo il matrimonio di Panfilo. Stando a Parmenone, difatti, era diventata maligna multo et mage porcax (v. 159). Questa immagine persiste ancora e viene anche rafforzata ulteriormente da Lachete e Fidippo. Una volta che Lachete si è convinto, persuadendo di ciò anche Fidippo, che la causa dei problemi tra Panfilo e Filomena sia Bacchide (vv. 684-692), questa viene fatta chiamare. L'arrivo di Bacchide finalmente ne rivela la vera natura, evidenziando ancora una volta il contrasto tra realtà e reputazione. La cortigiana spera che la reputazione della sua professione non pregiudichi la sua posizione (vv. 734-735). Nonostante le accuse di Lachete e le smentite di Bacchide, il dialogo tra i due procede educatamente e il vecchio alla fine non può che complimentarsi per il comportamento della donna, ego te esse praeter nostra opinionem comperi (v. 763). Bacchide, coerentemente, in tutta la scena si dimostra cortese e generosa, in particolare difendendo non solo la propria reputazione, ma anche quella di Panfilo: dichiara che l'accusa che il ragazzo abbia continuato a frequentarla dopo il matrimonio è infondata, è una falsa fama (v. 758), e che è stato accusato immeritatamente (v. 760). Quando Fidippo arriva, addita Bacchide con l'opinione che normalmente si ha delle cortigiane, definendola senza timore degli dei e a sua volta ignorata da questi (v. 772). Bacchide riconosce in questa affermazione sulle cortigiane un fondo di verità, dichiarandosi però come un'eccezione (vv. 775-776). Infine Bacchide accetta coraggiosamente di recarsi a colloquio persino con Mirrina e Filomena, distaccandosi così ancor di più dalla cattiva raffigurazione egoistica che era stata fatta di lei, riuscendo a liberarsi dei sospetti e ad elevare finalmente la sua reputazione.
Una figura simile a quella di Bacchide è riscontrabile in Abrotono, meretrice presente negli Epitrepontes di Menandro: anche lei restituisce la felicità ad una famiglia dimostrando nobiltà d'animo. È tuttavia bene evidenziare che Abrotono agisce anche nei suoi interessi per ottenere la libertà e ciò non la pone sullo stesso piano di Bacchide, che, invece, si comporta in modo del tutto disinteressato. In Menandro quindi appare una prima innovazione nella figura della meretrix, che non è già più quella tradizionale, preannunciando il modello terenziano. L'umanità che Terenzio presenta attraverso molti dei suoi personaggi, come appunto Bacchide, deriva dunque, per ispirazione, da precedenti modelli greci, ma l'autore latino sa rielaborare in modo personale tale concetto selezionando, modificando e aggiungendo.

## Messaggi dell’Hecyra
Al centro dell’opera vi è la necessità di ragionare su alcuni urgenti problemi umani: il messaggio, per alcuni aspetti sconvolgente, poggia le basi sulla critica, garbata ma non per questo poco puntuale e pungente, di alcuni luoghi comuni che inficiano i rapporti fra le persone e il loro adattarsi agli schemi morali della società. La figura di Panfilo racchiude in sé tutto il timoroso tormento di un giovane che vede la sua vita sentimentale in balìa di convenzioni e falsi doveri, e che esita incerto fra il lento affiorare alla coscienza degli errori in cui un collaudato perbenismo rischia di farlo scivolare, e l’insicurezza della propria autonomia umana, che lo porta ad appoggiarsi ancora agli schemi di una morale prefissata. Terenzio esorta quindi a non accettare passivamente le convenzioni, a non arrendersi alla mortificazione della propria dignità umana a causa dell’accettazione di modi di vita imposti da una comoda ipocrisia.
Panfilo vive nel dilemma e nella duplice spinta verso cosa fare: seguire il vero amore o rispettare le norme di perbenismo che impongono il rifiuto di una moglie non più vergine e addirittura resa madre da un estraneo? Panfilo, alfine, si dimostra debole, incapace di imporre la propria volontà e di slegarsi dalle catene delle convenzioni. È solo Bacchide, l’etera, che si dimostra in grado di modificare gli eventi imponendosi sopra i costumi e di dare alla vicenda una piega che, con il solo atteggiamento di pigrizia morale di Panfilo, non sarebbe mai stata possibile. Solo lei, l’emarginata sociale, trova la forza, come indicato dall’insegnamento etico euripideo, di svincolarsi dai legami esterni, dalla fissità del proprio ruolo sociale e di trovare una nuova dimensione umana. È sempre una donna, la suocera (Sostrata), a risultare in grado di riscattarsi, smentendo l’immaginario collettivo che attribuisce alla figura della suocera grettezza ed insensibile egoismo. Unicamente loro due all’interno della commedia appaiono capaci di muoversi controcorrente, di opporsi ad una società che si fonda sulle comode convenzioni, disposta anche alla rinuncia della ricerca di sé per amore del quieto vivere borghese.
Anche la figura di Parmenone mal si adatta alla maschera fissa del servo intrigante, faccendone e scansafatiche, apparendo bensì come un personaggio capace di trovare la dimensione più vera in una sorta di sorridente incapacità di capire gli eventi, nella convinzione di essere relegato al margine di situazioni che per sua rozzezza non può penetrare. Anche da ciò emerge la critica terenziana contro una società che cerca di circoscrivere l’uomo entro una maschera fissa, in un ruolo convenzionale, e in cui solo grazie alla costanza di un’autentica sincerità di sentimento si può pervenire a una serena affermazione di sé.

## Successo
La commedia alla sua prima rappresentazione del 165 a.C. riscosse un gran magro successo, come si afferma nei due prologhi, dal momento che il pubblico fu distratto da un funambolo e da una gara di pugili. Altrettanto deludente fu la riproposta nel 160 a.C., quando, dopo un primo successo iniziale, improvvisamente tutti gli spettatori, incuriositi da un'esibizione di gladiatori, abbandonarono lo spettacolo. Infine, riproposto nuovamente nello stesso anno, grazie alla mediazione del capocomico Ambivio Turpione ebbe finalmente successo. Ad oggi la commedia è molto apprezzata dalla critica ed è stata definita come "uno dei capolavori del teatro occidentale e uno dei punti nodali della ricerca artistica terenziana". Interessante è citare poi Ettore Paratore che si espresso in questi termini: "La suocera è il primo grande dramma borghese della letteratura mondiale."

## Curiosità sulla commedia
Nonostante lo stesso titolo, Hecyra, sia l'esatta trasposizione della parola greca "Ἑκυρά", ovvero "suocera", questa commedia è, fra le sei di Terenzio, quella che presenta il minor numero di parole strettamente collegate e derivate da termini greci, mutuati nella lingua latina: ne sono attestati infatti soltanto quattro. Esse sono nurus, nuora (v. 201), riconducibile alla νυός greca, che è considerabile come una sorta di parola tematica; "gubernat", governa (v. 311) dal verbo greco κυβερνάω; le seconde due sono poi comuni anche in Plauto e sono le interiezioni heia (v. 250), corrispondente al greco εἶα, e attat (v. 449), derivante da ἀτταταῖ.
I nomi dei personaggi terenziani si ripetono spesso nelle varie commedie infatti, oltre che nell'Hecyra, si trova un personaggio di nome Sostrata nell’Heautontimorumenos, negli Adelphoe e nel Phormio, una cortigiana di nome Bacchide nell’Heautontimorumenos e negli Adelphoe, un'altra Filomena nell’Andria, un Parmenone negli Adelphoe e un Sosia e un Panfilo nell’Andria.
Sui lavori del moderno drammaturgo russo Aleksandr Nikolaevič Ostrovskij è stata avanzata un'interessante ipotesi che sostiene che, data la formazione classica ricevuta, egli potrebbe aver subito un'influenza per le sue opere dal mondo classico. Inoltre è stato notato che molto probabilmente Ostrovskij si è cimentato in una traduzione dell’Hecyra, di cui non si ha traccia nelle pubblicazioni finché questi era in vita ma che fu pubblicata solo postuma in una raccolta di sue opere edita da A. I. Malein che mette in relazione la parola russa "свекровь" (svekrov), ovvero "suocera" con il corrispettivo greco "Ἑκυρά" da cui si arriva alla traslitterazione latina in Hecyra. L'anno successivo a questa traduzione Ostrovskij compose il dramma "La tempesta", esaminando il quale sembra possibile riscontrare alcuni punti di contatto con l’Hecyra terenziana: in particolare sono stati messi in luce i personaggi dell'anziana Madam Kabanova e della di lei nuora Katerina, la quale, specialmente durante le assenze per viaggi del marito, viene tirannicamente trattata e insultata dalla suocera. Da ciò emerge quanto le due suocere, Sostrata e Madam Kabanova, siano diametralmente opposte e questo contrasto potrebbe essere intenzionale, tenendo presente che alla stesura de "La tempesta", Ostrovskij aveva da poco concluso la sua traduzione della commedia latina. Altri paragoni tra le due opere riguardano i ragazzi mariti delle nuore, Panfilo e Tikhon (lo sposo di Katerina): entrambi sono stati forzati al matrimonio, il primo dal padre e il secondo dalla madre, ed entrambi non riescono ad allontanarsi dai loro vizi, quali la frequentazione di una cortigiana nel caso di Panfilo e il bere eccessivamente in quello di Tikhon. Anche alcuni personaggi minori delle due opere presentano punti di contatto: ad esempio Barbara, sorella di Tikhon, con il suo freddo e subdolo modo di trattare gli uomini, ricorda molto Sira che, nel primo atto dell’Hecyra, consiglia a Filotide di approfittarsi, senza pietà, di tutti gli uomini.